# Grotte des Rideaux
Ne pas confondre avec l'abri Sous-les-Rideaux, qui est situé comme le nom l'indique à l'aplomb de la grotte des Rideaux.
La grotte des Rideaux est une cavité préhistorique qui fait partie de l'ensemble de grottes archéologiques des grottes de la Save, également dénommées grottes de Lespugue, situées dans les gorges de la Save sur la commune de Lespugue en Haute-Garonne, en Pays Comminges Pyrénées, région Occitanie, France.
Elle a été occupée principalement pendant le Magdalénien inférieur.
Elle est connue avant tout comme le lieu de découverte en 1922 de la célèbre vénus de Lespugue mais a aussi livré une côte décorée de trois figures de serpent, une imagerie rare dans l'art du Paléolithique supérieur.

## Situation, description
La grotte des Rideaux se trouve à environ 1 400 m en aval du moulin de Notre-Dame,, à l'étage moyen. La première barre calcaire (étage supérieur) du système en étages des gorges de la Save est celle qui supporte le château de Lespugue ; la grotte des Rideaux se développe dans la deuxième barre calcaire (étage moyen) du système en étages, à l'aplomb des ruines du château.
La grotte mesure 18 m de long, 8 m de large et 6 m de haut. C'est la plus grande des grottes connues en rive droite de la Save. Elle est contigüe avec la grotte des Ours.
Ne pas confondre avec l'« abri Sous-les-Rideaux », qui comme son nom l'indique se trouve juste en contrebas de la grotte des Rideaux, au niveau inférieur des grottes, dans la troisième barre calcaire du système en étages des gorges de la Save.

## Historique
Lorsque René de Saint-Périer approche la grotte des Rideaux pour la première fois en 1911, il trouve son entrée en partie fermée par un mur, vestige de l'utilisation de la grotte comme poste fortifié au Moyen-Âge.

## Occupation des lieux
La grotte a livré des objets aurignaciens, dont des pointes en os, ainsi que quelques sagaies et un outil en os d'oiseau similaires à du matériel tiré du niveau d'Aurignacien supérieur de la grotte d'Isturitz. D'autres pièces sont proches du matériel aurignacien de Brassempouy (dont la grotte du Pape mais peut-être aussi la grotte des Hyènes).
Renault (1998) mentionne le Périgordien supérieur mais l'assimile au Gravettien.
Le Solutréen et le Magdalénien sont bien connus dans cette grotte.

## Matériel recueilli

### Quelques pièces notables de l'industrie lithique et osseuse
- Burin de forme singulière

En 1912 Saint-Périer collecte un burin en silex noir à dièdre médian (image ci-dessous, no 1) de 78 mm de long par 21 mm de large et 8 mm d'épaisseur, taillé aux dépens d'une lame plane. Il semble qu'il ait d'abord été façonné dans le but d'obtenir un burin double mais qu'après fabrication du dièdre supérieur, le silex ait éclaté irrégulièrement lors de la fabrication de l'angle inférieur ; la pièce a alors acquis une apparence de burin à encoches bilatérales et l'encoche accidentelle permet une excellente préhension de l'outil. 
- Pointes de sagaies, principe du harpon

Ce burin est accompagné de deux pointes de sagaie en corne de renne, remarquables par leurs grandes dimensions. La première (image ci-dessous, no 2), qui est complète, mesure 181 mm de longueur sur 20 mm d'épaisseur et ne porte pas de trace de dispositif d'emmanchement. La seconde (image ci-dessous, no 3), incomplète, mesure 147 mm de longueur pour 16 mm d'épaisseur. Ces deux pointes présentent sur leur face antérieure une série de stries profondes et parallèles, creusées dans la corne, allant de la base jusqu'à 90 mm de hauteur ; elles s'interrompent sur 17 mm, puis reprennent jusqu'à la pointe mais moins profondément gravées et plus irrégulièrement réparties que vers la base. Ces stries fines se retrouvent sur la face postérieure, mais sans stries profondes vers le talon. Elles étaient vraisemblablement fixées par des ligatures sur une baguette de bois du côté de leur face postérieure, lisse. Les crans formés par les rainures de la partie inférieure servaient à éviter le glissement du lien, et les rainures supérieures à rendre l'arme plus meurtrière. 

Une troisième pointe (image ci-dessous, no 4), arme de jet incomplète, mesure 137 mm de longueur pour 8 mm d'épaisseur. Elle porte des rainures comme les précédentes et est courbée aux deux extrémités. 

Une quatrième pointe (image ci-dessous, no 5), très aiguisée et polie, mesure 132 mm de longueur pour 6 mm d'épaisseur dans son plus grand diamètre. Une rainure est creusée sur la face concave depuis sa pointe acérée sur une longueur des deux tiers, qui favorise l'écoulement du sang d'une blessure et contribue à une hémorragie de la victime. Cette pointe est aussi incurvée vers l'avant, avec ses deux extrémités relevées : lorsqu'elle est attachée à une hampe, sa base, aigüe, forme alors un angle saillant équivalent à une barbelure de harpon et qui empêche l'arme de ressortir du corps qu'elle pénètre. 

Une autre petite pointe de sagaie (image ci-dessous, no 6) a une extrémité très aiguë ; elle est rainurée sur sa face antérieure. Sa base en biseau simple, ou bec de flûte, correspond à un biseau inverse de la hampe et assure un emmanchement très solide de la partie efficiente de l'arme.
- Poinçon, lissoir, cuiller

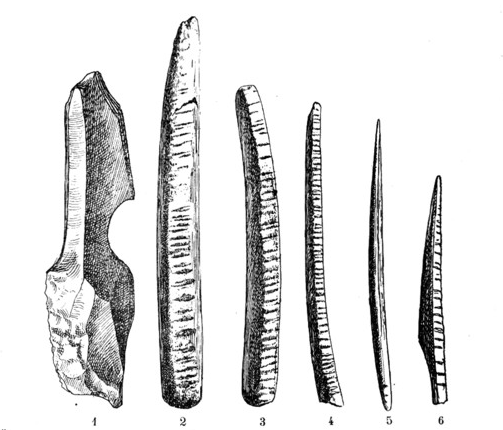
1 : burin en silex ; 2, 3, 4, 5, 6 : pointes de sagaies.

Les Saint-Périer ont également collecté une extrémité de poinçon en os (image ci-dessous, no 7) ; une extrémité de lissoir en os, poli d'un côté ; et une partie d'un instrument taillé dans une diaphyse osseuse compacte, bien poli, de la forme d'une spatule (image ci-dessous, no 8). L'excavation de la face supérieure est bordée par deux bords tranchants ; sa face inférieure est arrondie et forme une sorte de bec ou de cuiller à son extrémité. La partie manquante de la pièce semble avoir été un manche. La Laugerie-Basse a livré à Lartet et Christy une pièce tout à fait similaire, que ces auteurs pensent être une cuiller à moelle qui peut pénétrer dans la cavité médullaire d'un os creux et en racler la surface intérieure - ils pensent aussi à une tête de sagaie creuse destinée à recevoir un manche dans sa cavité, mais la pièce de la grotte des Rideaux suggère fortement la première utilisation. Les Esquimaux utilisent de semblables outils pour vider les os.

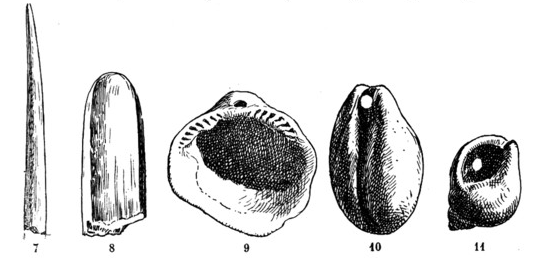
7 : poinçon ; 8 : cuiller (à moelle ?) ; 9 : Pectunculus ; 10 : Cyprea ; 11 : Purpura.

### Objets de parure et de curiosité
La grotte a livré trois coquilles marines (ci-dessus), portant des perforations ou trous de suspension :
- Pectunculus, probablement violacescens[n 1], espèce encore existante, très abondante dans la Méditerranée mais qui existe aussi dans l'Atlantique[15] ;
- Purpura lapillus, espèce encore existante, commune partout mais surtout abondante dans l'Atlantique[15] ;
- Cypraea, d'espèce indéterminable à cause de l'altération de sa face inférieure, mais dont les espèces actuelles sont nombreuses[15].

Saint-Périer a aussi trouvé un cristal de quartz hyalin, séduisant par son éclat ; et dans la couche du début du Magdalénien un bloc de galène probablement argentifère (sulfure de plomb) pesant 2 kilos 1/2, remarqué par l'apparence brillante des paillettes métalliques qu'il inclut. Ce dernier ne montre aucune trace d'utilisation comme percuteur ; il a vraisemblablement été rapporté comme objet de curiosité d'un voyage aux régions métallifères des Pyrénées, éloignées d'une cinquantaine de kilomètres seulement au sud de Lespugne,.

### Côte aux serpents
En 1923 les Saint-Périer découvrent une côte fendue dans le sens de la longueur, perforée à une extrémité (pendeloque ?) et gravée de deux serpents sur la face convexe et un sur la face concave. les détails, finement incisés, rappellent des vipères. 

La représentation de serpents est aussi rare que celle d'insectes et d'amphibiens dans le bestiaire des œuvres d'art préhistoriques ; en 1927 seulement trois sites sont connus pour en avoir livré : grotte de l'Éléphant à Gourdan (Haute-Garonne), grotte de Lortet (Hautes-Pyrénées), la Madeleine (Dordogne) et Montgaudier (Charente), et peut-être une petite sculpture en ronde-bosse magdalénienne de la grotte du Mas d'Azil (Ariège).

## Faune
La faune correspond à un climat froid : cheval, renne, bœuf ou bison, ours. Elle concourt avec le mobilier trouvé pour déterminer l'époque magdalénienne encore peu évoluée.

## Protection
La grotte des Rideaux fait partie de l'« Ensemble des grottes et abris préhistoriques de la vallée de la Save », classé comme monument historique depuis le 28 décembre 1972. Il s'agit des grottes situées sur la parcelle cadastrale A 49, pour les sites archéologiques nos 31295-1 à 5 AP, dans le bois de Saint-Martin. Le classement en monument historique n'inclut donc pas la grotte de Gouërris.